# تیم ملی کریکت زنان لسوتو
تیم ملی کریکت زنان لسوتو نماینده کشور لسوتو در رقابت‌های بین‌المللی کریکت زنان است.
در آوریل ۲۰۱۸، انجمن بین‌المللی کریکت (ICC) تصمیم گرفت که به تمام مسابقات بیست۲۰ میان اعضای خود، جایگاه رسمی بیست۲۰ بین‌المللی زنان (WT20I) بدهد؛ بنابراین، از ۱ ژوئیه ۲۰۱۸ به بعد، تمامی مسابقات تیم ملی زنان لسوتو در برابر سایر اعضای ICC، به عنوان WT20I شناخته می‌شوند.

## سوابق و آمار
نخستین مسابقات رسمی WT20I تیم زنان لسوتو در قالب تورنمنت بیست۲۰ زنان بوتسوانا ۲۰۱۸ (Botswana 7s) در اوت ۲۰۱۸ برگزار شد که در آن با تیم‌های بوتسوانا، مالاوی، موزامبیک، نامیبیا، سیرالئون و زامبیا رقابت کرد (البته دیدارهای زامبیا به دلیل استفاده از بازیکن بوتسوانایی، رسمی محسوب نشد).
لسوتو در آن مسابقات تمام ۵ بازی گروهی خود را باخت و در دیدار پلی‌آف رده پنجم نیز با اختلاف ۹ ویکت مغلوب مالاوی شد.